# 리오네 (프랑스)

리오네의 깃발

리오네(프랑스어: Lyonnais)는 프랑스의 옛 프로뱅스로, 현재 데파르트망 론주에 위치해 있다. 현대 프랑스어에서 리오네는 리옹의, 리옹 사람이라는 의미이다.
리오네는 세 지역으로 나누어졌는데 다음과 같은 지역으로 구성되었다.
- 1. 저지 리오네(le Plat pays de Lyonnais)는 리옹 남쪽의 고원 지대이다. 저지라고 불리지만 이 지역은 실제로 산이 많은데, 저지라는 이름은 이 지역이 당시 후진 지역으로 인식되었기 때문에 붙여졌다.
- 2. 리옹 시
- 3. 프랑크리요네(le Franc-Lyonnais)는 리옹의 북쪽에서 손강까지 이어지는 지역이다.

이 지역은 전통적으로 프랑코프로방스어를 쓰며, 그 중에서도 리오네 방언을 사용한다.